# June Tyson
June Tyson (* 5. Februar 1936 in Albemarle (North Carolina); † 24. November 1992 in Philadelphia) war eine US-amerikanische Sängerin des freien und Avantgarde Jazz. 

## Leben
Tyson arbeitete zunächst als Songtexterin für Lord Alan & Sir Richard (Little Things).  Seit 1968 sang sie mit der Band von Sun Ra. Seit 1972 trat sie regelmäßig mit dessen Arkestra auf und ist auch an den meisten Plattenproduktionen des Ensembles bis zu ihrem Tod beteiligt. Sie wurde eine Art „Botschafter zum Publikum“; das führte auch dazu, dass ihre Gesangspartien bei Live-Auftritten immer länger wurden. Sie spielte auf den späten Aufnahmen auch Violine. Die talentierte Avantgardesängerin trat fast nur im Kontext von Sun Ra in Erscheinung, zu hören etwa auf den Alben Strange Celestial Road (1987), Sleeping Beauty, Nuits de la Fondation Maeght und der posthum erschienenen Kompilation Saturnian Queen of the Sun Ra Arkestra (2019). Sie starb in der Folge einer Brustkrebserkrankung. Erst postum wurde 1996 die Cassette Voice of the Galaxies, Volume One unter ihrem Namen veröffentlicht, 2016 I Roam the Cosmos (ein Mitschnitt von 1972 mit dem Arkestra) und schließlich 2019 das Kompilationsalbum Saturnian Queen of the Sun Ra Orchestra.